# Tim Isfort

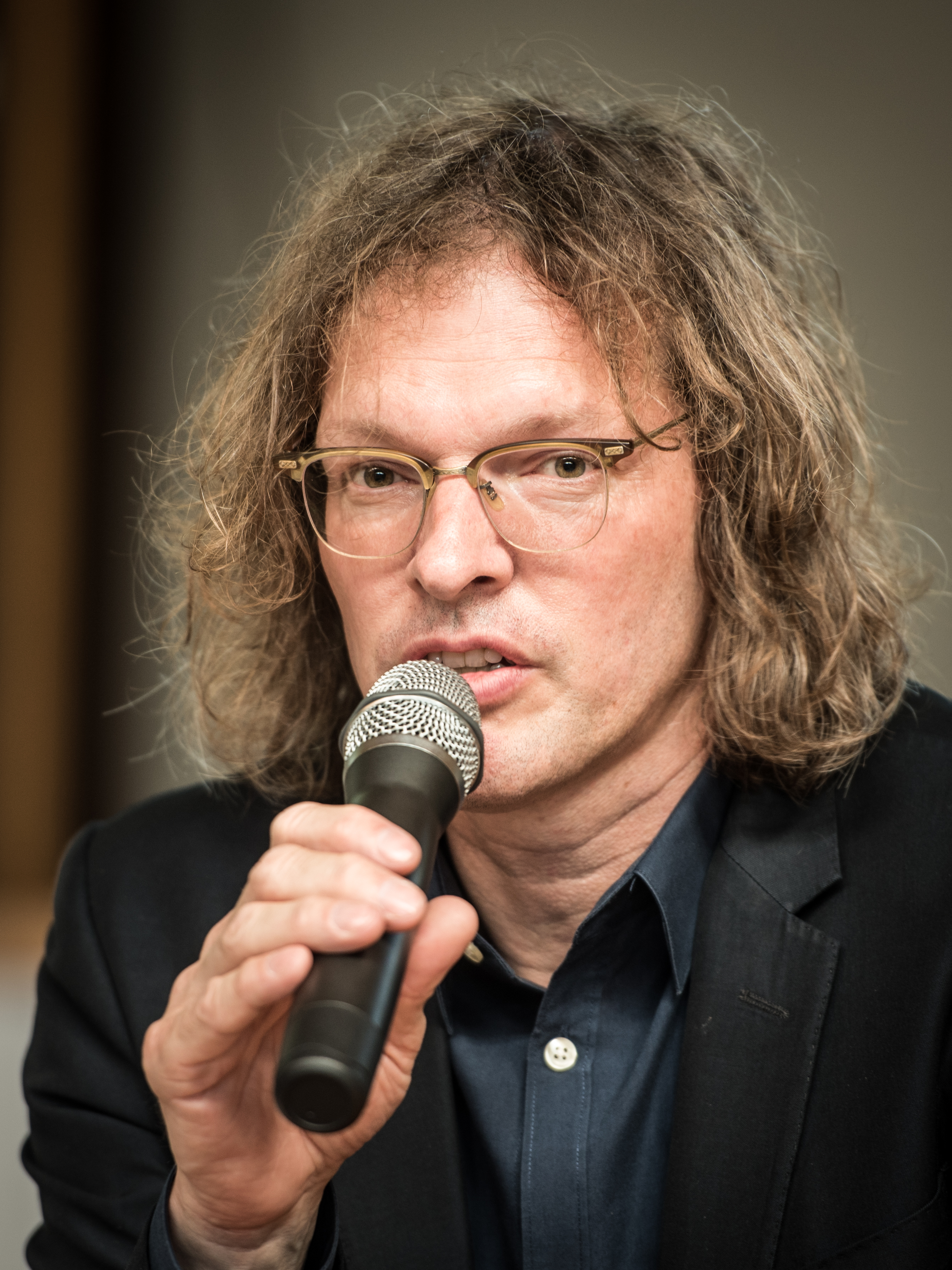
Tim Isfort als Leiter des moers festivals

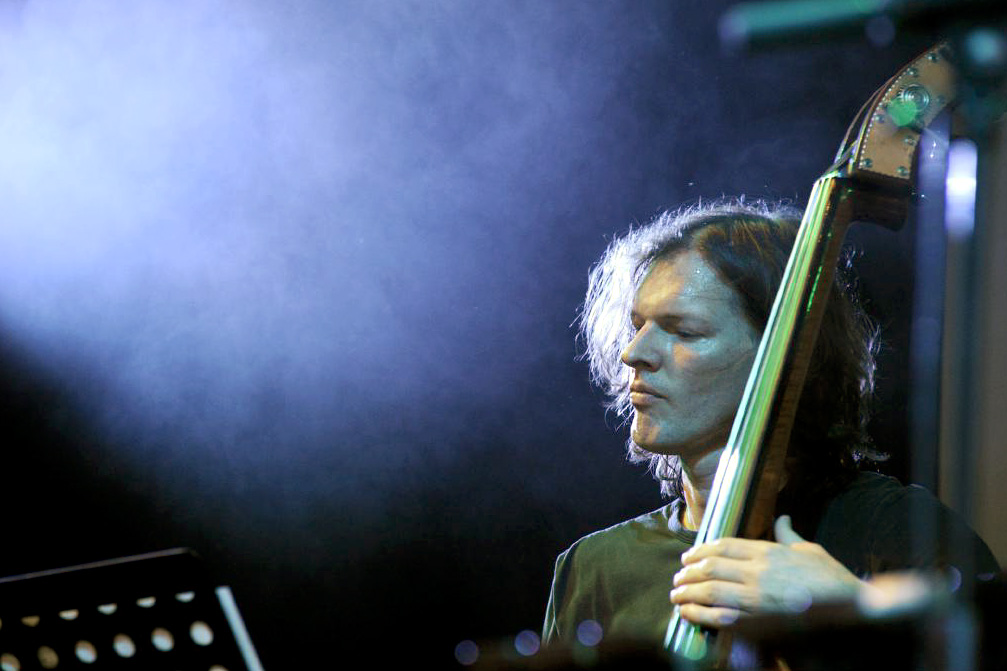
Tim Isfort, 2009

Tim Isfort (* 14. Juni 1967 in Mannheim) ist ein deutscher Musiker, Produzent und Arrangeur.

## Werdegang
Isfort, der in Moers aufwuchs, studierte klassischen Kontrabass und E-Bass an der Folkwang Hochschule für Musik in Duisburg und am Konservatorium im niederländischen Arnheim. 1995 gründete er das bis zu 40-köpfige Tim-Isfort-Orchester, das mit wechselnden Gastmusikern (unter anderem Blixa Bargeld und Katharina Thalbach) eigenwillige Kombinationen aus Unterhaltungs-, Film-, Jazz- und Popmusik spielt.
Sein Projekt Tim Isfort Super8, welches 2004 gegründet wurde, ist ein skurril besetztes Oktett, das Songs aus verschiedensten Sparten bearbeitet und interpretiert, mit deutschen Texten versieht und live zu Bildeinspielungen spielt. Die Texte stammen dabei meist von Gasttextern wie Tom Liwa, Christian Brückner und Eva Kurowski.
Auch arbeitete er als Bassist für Gruppen wie The Dorf, Planet Alien Band, Franza & die lemonairs. Weiterhin schreibt Isfort Theatermusik (Schlosstheater Moers, Sommerblut Festival Köln, Theater Bremerhaven) und Filmmusik; auch arrangierte er für Einstürzende Neubauten, John Grant und Tom Liwa.
Von 2009 bis Juni 2012 war Tim Isfort künstlerischer Leiter des Traumzeit-Festival. Seit 2017 ist er Leiter des moers festivals.

## Diskografie
- 1997: Tim Isfort Orchester (mit dem Tim Isfort Orchester; Studio-CD)
- 1999: Apollo 18 (mit dem Tim Isfort Orchester; Live-CD)
- 1999: Total Eclipse of the Sun (mit Einstürzende Neubauten; Arrangement)
- 1999: Zeit bleib stehn (mit Menschenfischer; Arrangement)
- 2000: Ritorno a casa (mit Carnival of Souls; Arrangement)
- 2000: Silence is sexy (mit Einstürzende Neubauten; Arrangement)
- 2000: Recycled (Blixa Bargeld feat. Tim Isfort Orchester; Soundtrack)